# Hirasea mirabilis
Hirasea mirabilis é uma espécie de gastrópode da família Endodontidae.
É endémica do Japão.